# Eurovisiesongfestival 1971
Het Eurovisiesongfestival 1971 was het zestiende Eurovisiesongfestival en vond plaats op 3 april 1971 in Dublin, Ierland. Het programma werd gepresenteerd door Bernadette Ní Ghallchóir. Van de 18 deelnemende landen won Monaco met het nummer Un banc, un arbre, une rue, uitgevoerd door Séverine. Dit lied kreeg 128 punten, 8,5% van het totale aantal punten.
Met 115 punten werd Spanje tweede, gevolgd door Duitsland op de derde plaats met 100 punten.
Winnares Séverine won voor Monaco, maar was nog nooit in het prinsendom geweest.

## Interludium
Tijdens het tellen van de stemmen traden de Shannon Castle Entertainers op.

## Puntentelling

### Stemstructuur
Men stapte over op een nieuwe manier van punten toekennen: bij het festival waren twee juryleden van elk land aanwezig. Elk van hen geeft punten van 1 tot en met 5 voor elk liedje, behalve de eigen inzending. Elk land gaf dus minimaal twee en maximaal 10 punten per inzending. Eén jurylid moest jonger dan 25 jaar zijn, het andere jurylid moest ouder zijn.

### Score bijhouden
De score werd bijgehouden op een scorebord dat in de zaal hing.
De deelnemende landen stonden in het Engels op het bord.
Achter elk land stond het totaal aantal punten
De gegeven punten werden gelijk bij het totaal van het land opgeteld.
Tijdens de puntentelling zat de presentatrice achter een bureau en kwam slechts af en toe in beeld.
Zij noemde het land, waarna de juryleden het bordje met punten omhoog deden.

### Stemmen
De jury kwam blok-voor-blok in beeld: drie landen tegelijkertijd gaven punten.
Het geven van de punten ging op volgorde van optreden.
Het land en het totaal van de punten werd door de EBU-controleur gezegd in het Engels waarna hij ook het nieuwe totaal van het land noemde.

### Beslissing
Joegoslavië, Finland en Noorwegen waren als laatste aan de beurt om punten te geven. Aan Monaco gaven zij 27 punten, zodat het prinsdom op 128 kwam te staan. Daarmee stond de overwinning van Monaco vast: de jury van de drie landen kon maximaal 30 punten kon toekennen en geen enkel land had op dat moment 98 punten of meer.

### Resultaat
| Plaats | Land                | Artiest                       | Lied                           | Punten |
| ------ | ------------------- | ----------------------------- | ------------------------------ | ------ |
| 1      | Monaco              | Séverine                      | Un banc, un arbre, une rue     | 128    |
| 2      | Spanje              | Karina                        | En un mundo nuevo              | 116    |
| 3      | Duitsland           | Katja Ebstein                 | Diese Welt                     | 100    |
| 4      | Verenigd Koninkrijk | Clodagh Rodgers               | Jack in the box                | 98     |
| 5      | Italië              | Massimo Ranieri               | L'amore è un attimo            | 91     |
| 6      | Nederland           | Saskia & Serge                | Tijd....                       | 85     |
| 6      | Zweden              | Family Four                   | Vita vidder                    | 85     |
| 8      | Finland             | Markku Aro & Koivistolaiset   | Tie uuteen päivään             | 84     |
| 9      | Portugal            | Tonicha                       | Menina do alto da serra        | 83     |
| 10     | Frankrijk           | Serge Lama                    | Un jardin sur la terre         | 82     |
| 11     | Ierland             | Angela Farrell                | One day love                   | 79     |
| 12     | Zwitserland         | Peter, Sue & Marc             | Les illusions de nos vingt ans | 78     |
| 13     | Luxemburg           | Monique Melsen                | Pomme, pomme, pomme            | 70     |
| 14     | België              | Lily Castel & Jacques Raymond | Goeiemorgen, morgen            | 68     |
| 14     | Joegoslavië         | Krunoslav Slabinac            | Tvoj dječak je tužan           | 68     |
| 16     | Oostenrijk          | Marianne Mendt                | Musik                          | 56     |
| 17     | Noorwegen           | Hanne Krogh                   | Lykken er                      | 53     |
| 18     | Malta               | Joe Grech                     | Marija l-Maltija               | 52     |

## Deelnemers

### België en Nederland

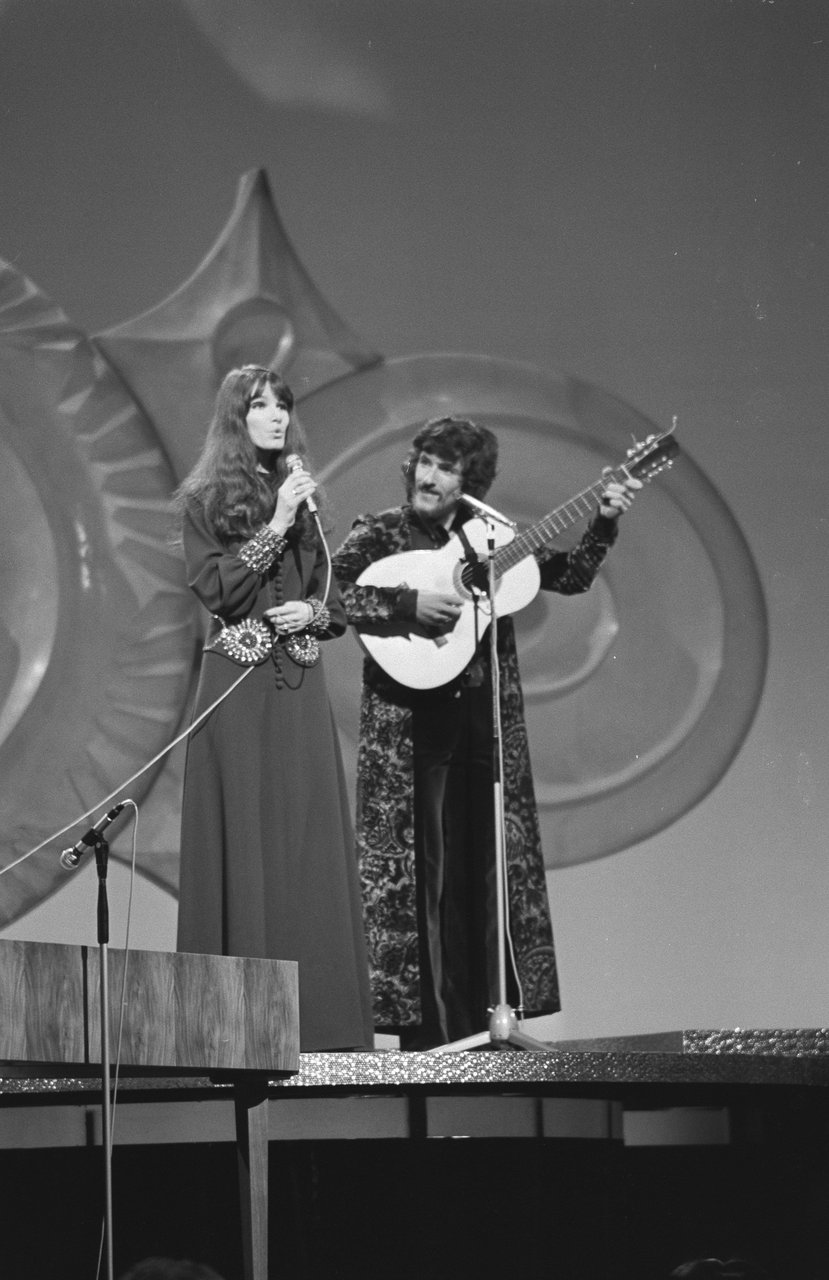
Saskia & Serge behaalden namens Nederland een gedeelde zesde plaats

Voor België was het duo Nicole & Hugo gekozen om het land te vertegenwoordigen met Goeiemorgen, morgen. In de week voorafgaand aan het festival moest dit duo echter verstek laten gaan, vanwege de geelzucht. Het waren Lily Castel en Jacques Raymond die het nummer uiteindelijk vertolkten. Ook Nederland had voor een duo gekozen, namelijk Saskia & Serge. Zij zongen Tijd en werden ondanks geluidsproblemen zesde.

### Terugkerende artiesten
| Land      | Artiest                                 | Plaats | Eerdere deelname | Plaats toen |
| --------- | --------------------------------------- | ------ | ---------------- | ----------- |
| België    | Jacques Raymond (samen met Lily Castel) | 14     | België 1963      | 10          |
| Duitsland | Katja Ebstein                           | 3      | Duitsland 1970   | 3           |

### Nationale keuzes
Tommy Körberg (Eurovisiesongfestival 1969) trad met 5 liedjes aan in Melodifestivalen maar geen enkel liedje haalde de finale, 5 weken lang was Family Four de winnaar van de voorronde. In Finland eindigde Lasse Mårtenson (Eurovisiesongfestival 1964) gedeeld 6de. In Noorwegen werd Odd Børre (Eurovisiesongfestival 1968) 2de terwijl Inger Jacobsen (Eurovisiesongfestival 1962) tevreden moest zijn met de laatste plaats.

### Terugkerende landen
De vijf landen die voor het festival van 1970 hadden afgehaakt waren er wederom bij:
- Portugal (zie ook Portugal op het Eurovisiesongfestival)
- Zweden (zie ook Zweden op het Eurovisiesongfestival)
- Noorwegen (zie ook Noorwegen op het Eurovisiesongfestival)
- Finland (zie ook Finland op het Eurovisiesongfestival)
- Oostenrijk (zie ook Oostenrijk op het Eurovisiesongfestival)

### Debuterende landen
- Malta (zie ook Malta op het Eurovisiesongfestival)

### Kaart

Deelnemende landen
Landen die al meegedaan hebben maar niet meedoen